# 알바니아 U-19 축구 국가대표팀
알바니아 U-19 축구 국가대표팀(알바니아어: Kombëtarja shqiptare nën-19 e futbollit)은 알바니아를 대표하는 19세 이하의 축구 국가대표팀으로, 알바니아의 축구 관리 기관인 알바니아 축구 협회의 관리를 받는다. 2024년에 WAFF U-19 선수권 대회에 참가했었다.

## 역대 감독
| 감독      | 임기        |
| --------- | ----------- |
| 알틴 랄라 | 2014 ~ 2015 |